# Конституционный референдум в Таджикистане (1999)

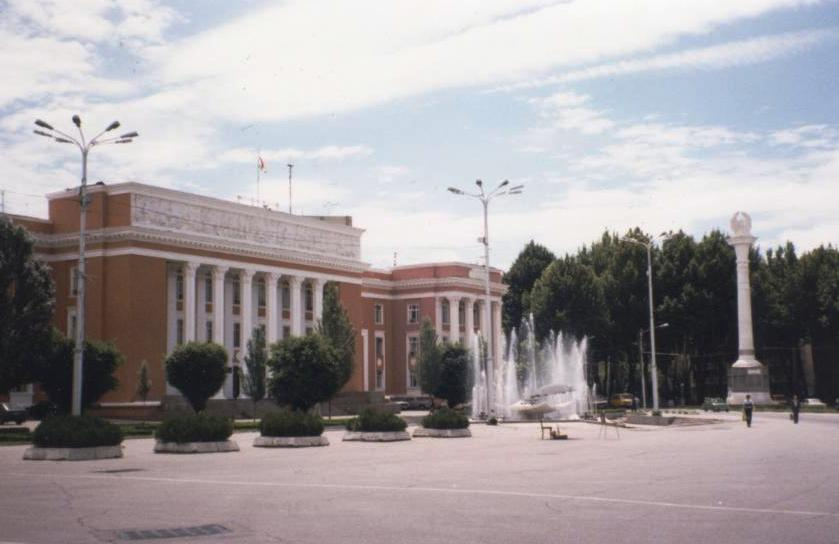
Здание парламента Таджикистана в 1999 году

Всенародный референдум о поправках к Конституции Республики Таджикистан состоялся 26 сентября 1999 года, став вторым в истории независимого Таджикистана всенародным референдумом. Одними из главных поправок к Конституции являли увеличение срока полномочий президента республики с пяти до семи лет (но только один срок), учреждение двухпалатного парламента, а также разрешение на регистрацию религиозных политических партий, гарантирование свободы слова и вероисповедания.
Референдум изначально планировался провести в первой половине 1998 года, но в течение 1998 года референдум откладывался на неопределённый срок по разным причинам. После продолжительных дебатов между правительством и оппозицией, 30 июня 1999 года парламент Таджикистана (в то время однопалатный) окончательно утвердил дату референдума — 26 сентября 1999 года. В это время в республике действовала Конституция, принятая всенародным референдумом в 1994 году, в разгар гражданской войны.
Референдум прошёл точно в назначенный день, 26 сентября, без особенных инцидентов. Участки для голосований были открыты для избирателей с 6 утра до 8 вечера.

## Результаты
По официальным данным, явка на выборах составила 92,53 % — проголосовали два миллиона 591 тысяч 905 человек (граждан страны, имеющих право голосования насчитывалось два миллиона 800 тысяч 947). К моменту референдума в страну начала возвращаться большая часть беженцев, покинувших страну во время гражданской войны. Также по официальным данным, 75,31 % граждан Таджикистана проголосовали за поправки в Конституцию республики, тогда как 24,69 % избирателей проголосовали против. Недействительными были признаны очень небольшое количество бюллетеней.
| Выбор                    | Голоса    | %     |
| ------------------------ | --------- | ----- |
| За                       | 1 860 804 | 75,31 |
| Против                   | 609 787   | 24,69 |
| Недействительных голосов | 121 314   | 0,01  |
| Всего                    | 2 591 905 | 100   |

После референдума, в Таджикистане был создан двухпалатный парламент, состоящий из Палаты представителей (нижняя) и Национального совета (верхняя), срок полномочий президента Таджикистана после президентских выборов 6 ноября 1999 года стал семилетним, но с одним сроком, основная оппозиционная исламистская Партия исламского возрождения Таджикистана была официально зарегистрирована, и получила право участвовать на очередных парламентских выборах 2000 года, были обеспечены условия для регистрации религиозных организаций, защищена законом свобода слова и митингов.